# داني شميت
داني شميت (بالإنجليزية: Danny Schmidt)‏ هو مغن مؤلف وعازف قيثارة أمريكي، ولد في 7 أكتوبر 1970 في أوستن في الولايات المتحدة.

## وصلات خارجية
- الموقع الرسمي
- داني شميت على موقع ميوزك برينز (الإنجليزية)
- داني شميت على موقع أول ميوزيك (الإنجليزية)
- داني شميت على موقع ديسكوغز (الإنجليزية)